# Защита окружающей среды в нацистской Германии
Одним из аспектов национал-социалистического режима, существовавшего в Германии с 1933 по 1945 годы, была последовательная зелёная политика.

## Предпосылки
Идеология набравшего во второй половине XIX века популярности в Германии народного движения испытала на себе влияние тогда ещё молодой науки экологии (примечательно, что Эрнст Геккель, создатель термина «экология», был сторонником евгеники). Тема «гармонии с природой» стала довольно важной для движения. Как писал историк Питер Штауденмайер, «в условиях триумфа промышленного капитализма мыслители-народники (Volkisch thinkers) проповедовали возвращение к земле, к простоте и целостности, созвучной чистоте природы».
Выросшие в XX веке из народного движения национал-социалистические партии закономерно сохранили «зелёные» положения в своей идеологии, НСДАП не была исключением. Многие из её лидеров (в том числе Адольф Гитлер, Герман Геринг и Генрих Гиммлер) были энвайронменталистами, поддерживали права животных и сохранение видов. Гитлер, по сведениям из дневников Геббельса, был вегетарианцем и выступал против антропоцентрической картины мира, утверждая, что люди не являются чем-то качественно высшим по отношению к другим животным; также Геббельс упоминал о намерении Гитлера запретить скотобойни в Рейхе по окончании Второй мировой войны.
Идеологически необходимость защиты окружающей среды обосновывалась ценностью крови и почвы: нацисты стремились к сохранению чистоты и того, и другого. Нацисты отвергали антропоцентрические основания для защиты прав животных, утверждая, что благополучие животных имеет ценность само по себе.
Национал-социалисты ещё до прихода к власти предпринимали попытки реформировать законодательство Веймарской республики в «зелёную» сторону. В частности, в 1931 году депутаты Рейхстага от НСДАП внесли предложение запретить вивисекцию, однако оно, как и прочие «зелёные» инициативы, не было поддержано другими парламентскими партиями.

## Защита прав животных

Карикатура, опубликованная в немецком сатирическом журнале Kladderadatsch 3 сентября 1933 года — подопытные животные салютуют по-нацистски Герману Герингу после ужесточения законодательства об опытах на животных

21 апреля 1933 года, почти сразу после прихода к власти, нацисты приняли несколько законопроектов, ограничивающих права граждан на убийство животных. В частности, запрещалось умерщвлять животных без анестезии.
Нацистская Германия стала первой страной, запретившей вивисекцию. Соответствующий закон вступил в силу 16 августа 1933 года. В связи с его принятием Герман Геринг заявил, что все, кто «считают, что с животными можно обращаться как с бездушной собственностью», будут отправлены в концентрационные лагеря. Впрочем, 5 сентября того же года была принята поправка к закону, разрешавшая университетам и исследовательским центрам проводить вивисекцию, если на то есть научная необходимость, если будет получено соответствующее разрешение от министерства внутренних дел и если животное будет полностью обезболено.
24 ноября 1933 года был принят другой закон, Reichstierschutzgesetz («закон о защите животных»), установивший множество новых запретов, включая запреты на использование животных для съёмок фильмов и общественных мероприятий в тех случаях, когда это может причинить боль животному или вред его здоровью, на насильственное кормление домашних птиц и на разрывание бёдер живым лягушкам.
23 февраля 1934 года прусское министерство занятости и торговли постановило ввести обязательное обучение защите животных, начиная с начальных классов.
Генрих Гиммлер предлагал полностью запретить охоту на животных, однако, поскольку охота играла важную роль в немецком народном хозяйстве, да и массово отказаться от мяса немцы готовы не были, его предложение было отклонено из практических соображений. Тем не менее, охота и рыбалка в Третьем Рейхе строго регулировались, и малейшие нарушения жестоко карались. Известен случай, когда рыбак был отправлен в концлагерь за то, что разделал лягушку.
3 июля 1934 года вступил в силу новый закон об охоте (Das Reichsjagdgesetz), который ввёл существенные ограничения на охоту. Также новым законом было создано Немецкое охотничье общество, основной задачей которого было обучение охотников принципам этичной охоты. Вступление в общество было обязательным условием для получения охотничьей лицензии.
Нацистская Германия стала первой в мире страной, принявшей специальные законы, направленные на защиту волков.
В 1934 году в Берлине прошла международная конференция по правам животных.
В 1938 году нацистское правительство ввело защиту животных в качестве предмета для изучения в университетах.

## Защита лесов и другие «зелёные» меры
Немецкие нацисты создали первые в Европе заповедники, а также обеспечили беспрецедентный уровень государственной поддержки экологически безопасных методов ведения сельского хозяйства.
В 1936 году в Германии была развёрнута масштабная кампания по лесоразведению.

## Влияние
Все законы о защите прав животных в современной Германии основаны на законах, принятых в Третьем Рейхе.